# زبير باشي
زبير باشي  (1950 الجزائر) هو لاعب كرة قدم جزائري.